# Лужонка (приток Поломети)
Лужонка — река в России, протекает в Валдайском и Демянском районах Новгородской области.

## Гидрология и гидрография
Река берёт начало в озере Лужа у деревни Большое Замошье. Основное направление течения — на запад. Устье реки находится примерно в километре к востоку от села Лычково в 40,9 км по левому берегу реки Полометь. Длина реки составляет 50 км. Площадь водосборного бассейна — 322 км². Высота истока — 195,1 м над уровнем моря. Высота устья — 43,2 м над уровнем моря.
Притоки: Днепрель (правый), Медвежий (правый), Лютейка (правый, 30 км от устья), Кузькин (левый), Мочинский (правый), Трестянка (левый, 15 км от устья), Уполозенка (правый, 6,3 км от устья), Зареченка (левый), Чёрный (левый).

## Населённые пункты
Исток (озеро Лужа) находится на территории Семёновщинского сельского поселения Валдайского района. На реке расположены деревни этого поселения: Бояры, Злодари, Холмы, Сухая Нива. Далее река протекает по территории Демянского района. Здесь расположены деревни Ямникского сельского поселения: Каменная Гора, Лужно, Ильина Нива, Ямник (центр поселения).

## Данные водного реестра
По данным государственного водного реестра России относится к Балтийскому бассейновому округу, водохозяйственный участок реки — Ловать и Пола, речной подбассейн реки — Волхов. Относится к речному бассейну реки Нева (включая бассейны рек Онежского и Ладожского озера).
Код объекта в государственном водном реестре — 01040200312102000022448.

## Экология
В реку сбрасывает сточные воды ООО «Межмуниципальное предприятие жилищно-коммунального хозяйства „Новжилкоммунсервис“», филиал «Жилищно-коммунальное хозяйство Демянского района»